# Jürgen Michler
Jürgen Michler (* 1936 in Berlin; † 2015) war ein deutscher Kunsthistoriker und Denkmalpfleger.

## Werdegang
1955 legte er die Reifeprüfung in Hannover ab. Anschließend begann er ein Studium der Kunsterziehung und Geschichte an der Universität Hamburg, das er 1959 abschloss. Im folgenden Wintersemester begann er dort ein Studium der Kunstgeschichte, Archäologie sowie der Mittleren und Neuen Geschichte, das ihn auch an die Universitäten Bonn und Göttingen führte. 1965 wurde Michler mit einer Arbeit zu Backsteinhallenkirchen rund um St. Johannis in Lüneburg promoviert. Im April 1967 wurde er wissenschaftlicher Mitarbeiter in der Marburger Außenstelle des Hessischen Landesamtes, später auch Konservator und Oberkonservator. Im Juli 1979 wechselte er dann in die Abteilung Bau- und Kunstdenkmalpflege des Landesdenkmalamtes Baden-Württemberg, wo er bis zu seinem Eintritt in den Ruhestand im Juli 1999 tätig war.
Er forschte und publizierte insbesondere zur Architektur und Kunst des späten Mittelalters. Themen waren dabei unter anderem die Geschichte gotischer Bauten, Wandmalerei sowie Farbkonzepte und Fassung von Innenräumen und Skulpturen.

## Veröffentlichungen (Auswahl)
- Gotische Backsteinhallenkirchen um Lüneburg St. Johannis. Göttingen 1967.
- Über die Farbfassung hochgotischer Sakralräume. In: Wallraf-Richartz-Jahrbuch. Band 39, 1977, S. 29–68.
- Die Elisabethkirche zu Marburg als Schöpfungsbau der deutschen Gotik. In: Hessische Heimat. Zeitschrift für Kunst, Kultur und Denkmalpflege. Band 27, 1977, S. 95–104.
- Zur Farbfassung der Marburger Schloßkapelle. Raumfarbigkeit als Quelle zur Geschichte von Kunst und Denkmalpflege. In: Deutsche Kunst und Denkmalpflege. Band 36, 1978, S. 37–52.
- Die Elisabethkirche zu Marburg in ihrer ursprünglichen Farbigkeit (= Quellen und Studien zur Geschichte des Deutschen Ordens. Band 19). Elwert, Marburg 1984.
- Die gotische Wandmalerei in Graubünden und die Kunst des Bodenseeraumes. In: Deutsche Kunst und Denkmalpflege. Band 42, 1984, S. 73–87.
- Kirchen und Kapellen Meersburg am Bodensee (= Kleine Kunstführer. Band 1709). Schnell & Steiner, München 1988.
- Grundlagen zur gotischen Wandmalerei. In: Jahrbuch der Berliner Museen. Band 32, 1990, S. 85–136.
- Die Dominikanerkirche zu Konstanz und die Farbe in der Bettelordensarchitektur um 1300. In: Zeitschrift für Kunstgeschichte. Band 53, 1990, S. 253–276.
- (Hrsg.): Gotische Wandmalerei am Bodensee. Gessler, Friedrichshafen 1992.
- Materialsichtigkeit, Monochromie, Grisaille in der Gotik um 1300. In: Ute Reupert (Hrsg.): Denkmalkunde und Denkmalpflege. Wissen und Wirken; Festschrift für Heinrich Magirius zum 60. Geburtstag am 1. Februar 1994. Lipp, Dresden 1995, S. 197–221.
- Der Kapitelsaal des Zisterzienserklosters Maulbronn. Ein Beitrag zur Zisterziensergotik. In: Zeitschrift des Deutschen Vereins für Kunstwissenschaft. Band 52/53, 1998/1999, S. 299–321.
- Die Einbindung der Skulptur in die Farbgebung gotischer Innenräume. In: Kölner Domblatt. Band 89 (1999), S. 89–108.
- Neue Daten zur Hochgotik in Südwestdeutschland. Ein Literatur- und Forschungsbericht über dendrochronologische Datierungsergebnisse und ihre Folgerungen für die Bau- und Kunstgeschichte. In: Südwestdeutsche Beiträge zur historischen Bauforschung. Band 4, 1999, S. 235–246.
- Bemerkungen zur Entwicklung der oberrheinischen Gotik im 13. Jahrhundert. In: Architectura. Zeitschrift für Geschichte der Baukunst. Band 33, 2003, S. 3–18.
- Die Wandmalereien in der Martinskapelle zu Bregenz. Kunstgeschichtliche Betrachtung und stilistische Einordnung. In: Österreichische Zeitschrift für Kunst und Denkmalpflege. Band 59, 2005, S. 132–153, 185–206.